# 강동구립성내도서관
성내도서관은 서울특별시 강동구 성내동 소재의 구립도서관이다.

## 연혁
- 2006년 11월 10일 개관

## 시설현황
- 지하: 다목적홀
- 1층: 유아자료실, 어린이자료실
- 2층: 종합자료실
- 3층: 디지털자료실
- 4층: 문화교실1·2

## 이용방법
이용시간
| 구분         | 평일          | 주말(토·일요일) |
| ------------ | ------------- | --------------- |
| 어린이자료실 | 09:00 ~ 18:00 | 09:00 ~ 17:00   |
| 종합자료실   | 09:00 ~ 20:00 | 09:00 ~ 17:00   |
| 디지털자료실 | 09:00 ~ 18:00 | 09:00 ~ 17:00   |

휴관일
- 정기휴관일: 매주 월요일
- 법정공휴일: 「관공서의 공휴일에 관한 규정」이 정하는 공휴일 (단, 일요일은 제외)
- 임시휴관일: 도서관의 정리등 기타 관장이 필요하다고 인정하는 날

대출방법
- 대출자격: 강동구 도서관 회원증 소지자
- 대출권수: 총 12권 (자관 6권+타관6권)
※자관: 최초 가입한 소속도서관
※타관: 자관을 제외환 강동구 24개 도서관(작은도서관 포함)
- 대출기간: 14일
- 대출연장: 최대 7일, 1회가능

## 기타사항
- 동절기와 하절기의 구분없이 개관시간이 일정하다.
- 디지털자료실은 반드시 예약기기에서 예약 후 사용하여야 한다.
- 디지털자료실 사용시간 연장은 데스크 직원의 안내를 받아야 한다
  - 프린터, 복사기 사용가능
(A4용지 복사/출력 장당 30원, B4용지 복사 자당 50원)

## 참조
1. ↑  “강동구립 성내도서관 홈페이지 자료현황”. 2016년 4월 3일에 원본 문서에서 보존된 문서. 2016년 3월 21일에 확인함.